# Rejony Telekomunikacji Wrocław
Wydzielona część Zakładu Telekomunikacji wchodzącego w skład Okręgów Telekomunikacji Polskiej S.A. Na terenie woj. dolnośląskiego Zakłady Telekomunikacji mieszczą się we Wrocławiu, w Wałbrzychu, Legnicy i Jeleniej Górze. Pierwsze po wyzwoleniu rejony telekomunikacji utworzono 1 VIII 1945. Siedziby Rejonowych Urzędów Telegraficzno-Telefonicznych ulokowano wówczas we Wrocławiu, Legnicy, Jeleniej Górze, Wałbrzychu i Zielonej Górze. RUTT Wrocław sprawował zwierzchnią władzę nad Nadzorem Technicznym Okręgowych Urzędów Pocztowo-Telekomunikacyjnych we Wrocławiu, Brzegu, Miliczu, Namysłowie, Oleśnicy, Oławie, Sycowie, Strzelinie i Trzebnicy. RUTT Legnica nadzorował OUPT w Głogowie, Górze Śląskiej, Jaworze, Lubinie, Środzie, Wołowie i Złotoryi; RUTT w Jeleniej Górze: Jelenia Góra, Kamienna Góra, Bolesławiec, Lubań, Lwówek i Zgorzelec; RUTT w Wałbrzychu: Wałbrzych, Bystrzycę Kłodzką, Kłodzko, Rychbach, Świdnicę i Ząbkowice; RUTT w Zielonej Górze: Zieloną Górę, Gubin, Kożuchów, Szprotawę, Żagań i Żorów. 